# 西日本工業大学
西日本工業大学（にしにっぽんこうぎょうだいがく、英語: Nishinippon Institute of Technology）は、福岡県京都郡苅田町新津1-11に本部を置く日本の私立大学。1967年創立、1967年大学設置。大学の略称は西工大（にしこうだい）。

## 沿革
- 1936年5月 九州工学校設立（夜間部土木科、電気科）。設置者に小堺秀次、初代校長に山田正隆が就任
- 1944年3月 設置者を個人から財団法人九州工学校に変更
- 1948年7月 校名を九州高等工科学校に変更
- 1952年12月 学校法人九州工業学園、九州工業高等学校設立認可。理事長に花田二百が就任
- 1957年6月 筑紫工業高等学校設立認可
- 1963年4月 理事長に有田一壽が就任
- 1967年
  - 1月 西日本工業大学設立認可（工学部四年制、機械工学科、電気工学科）初代学長に嘉村平八が就任
  - 4月 西日本工業大学開学
  - 6月 嘉村平八が病歿、理事長の有田一壽が学長事務取扱
  - 10月 二代学長に大倉三郎が就任
  - 12月 土木工学科、建築学科の増設認可
- 1968年4月 土木工学科、建築学科の設置
- 1971年4月 電気工学科に電子コースと電力コースを設置
- 1977年
  - 4月 三代学長に有田一壽が就任
  - 10月 四代学長に許斐貢が就任
- 1978年4月 学校法人西日本工業学園と改称し、九州工業高等学校・筑紫工業高等学校を学園分離
- 1980年10月 地盤工学研究所を設置
- 1983年4月 電気工学科に情報コースを設置
- 1986年4月 土木工学科に経理管理コースを、建築学科に住居インテリアコースを設置
- 1987年4月 機械工学科にCAMEコースとMESコースを設置
- 1992年4月 機械工学科のCAMEコースとMESコースを機械工学コースと電子機械工学コースに変更
- 1993年4月 土木工学科に建築情報コース、環境情報コース、管理情報コースを設置
- 1997年4月 各学科のコースを機械工学科は機械工学コース、生産システム工学コース、機械／経営システム工学コースに、電気工学科は電気システムコース、電子システムコース、情報システムコースに、土木工学科は土木工学コース、都市システム工学コースに、建築学科は建築学コース、建築／都市デザインコースに再編
- 1998年4月 七代学長に坂田弘が就任
- 1999年4月 有田一壽病歿、理事長に入江伸明が就任
- 2000年4月 機械工学科のコースを機械コース、電子機械コース、交通機械コースに再編
- 2001年4月 土木工学科のコースを建設・構造コース、環境・防災コース、都市・交通コースに再編
- 2002年4月 八代学長に坂本正史が就任
- 2003年4月 機械工学科を機械システム工学科に、電気工学科を電気電子情報工学科に、土木工学科を環境都市デザイン工学科に名称変更。建築学科のコース制を廃止
- 2004年4月 情報デザイン学科（CG&CADコース、メディアデザインコース、ユニバーサルデザインコース）を設置。大学院工学研究科修士課程（生産・環境システム専攻）を開設
- 2006年4月 北九州市小倉北区のリバーウォーク北九州に小倉キャンパスを開設。デザイン学部（建築学科、情報デザイン学科）を設置。機械システム工学科にデジタルエンジニアリングコースを増設
- 2007年4月 環境都市デザイン工学科を環境建築学科に名称変更
- 2008年
  - 2月 理事長の入江伸明が病歿
  - 3月 理事長に鹿田磨樹が就任
- 2010年4月 九代学長に菊池重昭が就任。大学院・地域連携センターを開設。工学部を総合システム工学科（機械工学系、電気工学系、情報システム系、環境建設系）、デジタルエンジニアリング学科（デジタルデザインコース、自動車、ロボットコース）に再編。メディアデザイン学科をメディアデザインコース、プロダクトデザインコース、キャリアデザインコースに再編
- 2011年4月 総合システム工学科の電気工学系を電気電子工学系に名称変更。建築学科に住居・インテリアデザインコース、環境設備デザインコース、建築構造デザインコースを設置。情報デザイン学科のコースをメディアデザインコース、プロダクトデザインコース、環境デザインコース、キャリアデザインコースに再編
- 2013年3月 学園創立60周年・開学45周年記念事業「おばせキャンパスリニューアル事業」完了。
- 2014年4月 第十代学長に西尾一政が就任。工学部のデジタルエンジニアリング学科を募集停止。総合システム工学科の系を機会工学系、デジタルエンジニアリング系、電気電子工学系、情報システム系、環境建設系に再編
- 2015年4月 総合システム工学科のデジタルエンジニアリング系を機械設計工学系に名称変更。建築学科と情報デザイン学科のコース制を廃止

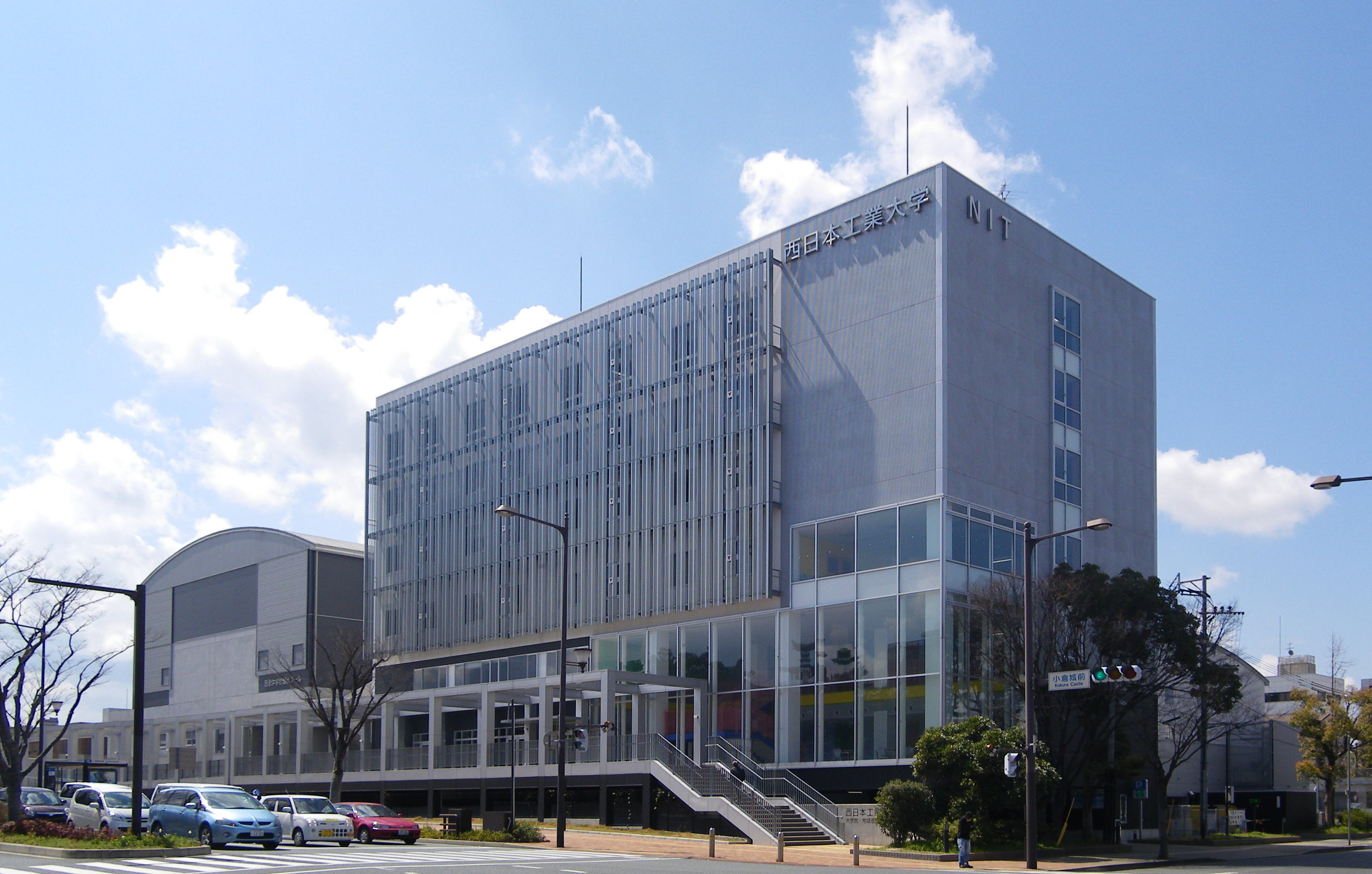
地域連携センター（北九州市小倉北区大門）

- 2016年4月 総合システム工学科の系を機械工学系、機械設計工学系、設備保全工学系、電気電子工学系、知能制御工学系、情報工学系、土木環境工学系に再編
- 2017年4月 総合システム工学科の系を機械工学系、電子情報工学系、土木工学系に再編

## 学部・学科・コース
- 工学部
  - 総合システム工学科
    - 機械工学系（機械コース、機械設計コース、設備保全コース）
    - 電気情報工学系（電気電子コース、知能制御コース、情報コース）
    - 土木工学系

- デザイン学部
  - 建築学科
  - 情報デザイン学科

## 大学院
- 工学研究科
  - 生産・環境システム専攻（修士課程）
    - 生産システム分野
    - 環境システム分野

## キャンパス
- おばせキャンパス（工学部） - 福岡県京都郡苅田町新津1-11
- 小倉キャンパス（デザイン学部） - 北九州市小倉北区室町1-2-11

## 大学関係者と組織

### 大学関係者一覧
出身者
- 丸山翔大（プロ野球選手）
- 隅田知一郎（プロ野球西武ライオンズ投手）

## 対外関係

### 学術・文化交流協定
- 中国
  - 遼寧工業大学（遼寧省・錦州市）

- 韓国
  - 韓国国際大学校（慶尚南道・晋州市）

### 国際交流・協定校
- カザフスタン
  - グミリュフ大学

- 中国
  - 南京鉄道技術学院

- 韓国
  - 蓮庵工業大学校

- 台湾
  - 南開技術学院